# Dienstweiler
Dienstweiler ist eine Ortsgemeinde im Landkreis Birkenfeld in Rheinland-Pfalz. Sie gehört der Verbandsgemeinde Birkenfeld an.

## Geographie
Dienstweiler liegt südöstlich der Kreisstadt Birkenfeld am Rande der Mittelgebirgsregion Hunsrück.
Zu Dienstweiler gehören auch die Wohnplätze Eborn und Eborner Berg.
Nachbargemeinden von Dienstweiler sind die Stadt Birkenfeld im Nordwesten, sowie die Ortsgemeinden Rimsberg im Nordosten, Nohen im Osten und Hoppstädten-Weiersbach im Süden. 

## Geschichte
Die erste urkundliche Erwähnung des Ortes erfolgte nicht als Dintzwilre im Jahre 1367, wie bei Ansetzung der 650-Jahr-Feier noch vorausgesetzt, sondern bereits 1340. Die Schreibweise des Namens änderte sich in den nachfolgenden Jahrhunderten zu Dyntzwilr, Dynczwiller, Dientzweiler zum heutigen Dienstweiler. Die bis zu diesem Zeitpunkt selbstständige Gemeinde Eborn, etwa ein Kilometer östlich gelegen, wurde um 1544 dem Ort angegliedert. Dienstweiler war Teil der Hinteren Grafschaft Sponheim.
Die Inbesitznahme des Linken Rheinufers durch französische Revolutionstruppen beendete die alte Ordnung. Der Ort wurde von 1798 bis 1814 Teil der Französischen Republik (bis 1804) und anschließend des Französischen Kaiserreichs. Dienstweiler wurde dem Kanton Birkenfeld im Arrondissement Birkenfeld des Saardepartements zugeordnet. Nach der Niederlage Napoleons und den Vereinbarungen, die 1815 auf dem Wiener Kongress getroffenen wurden, kam ein an der Nahe gelegener Landstreifen an das Großherzogtum Oldenburg, welches daraus das Fürstentum Birkenfeld bildete. Dienstweiler wurde dabei der Bürgermeisterei Birkenfeld des Amtes Birkenfeld zugeordnet. Eine eigene Schule entstand 1825, ein Neubau wurde bereits 1850 nötig, der bis zu Schulschließung im Rahmen der Schulreform 1968 genutzt wurde.
Als Folge des Ersten Weltkriegs war die gesamte Region dem französischen Abschnitt der Alliierten Rheinlandbesetzung zugeordnet. Nach dem Zweiten Weltkrieg wurde Dienstweiler innerhalb der französischen Besatzungszone Teil des damals neu gebildeten Landes Rheinland-Pfalz.
Bevölkerungsentwicklung
Die Entwicklung der Einwohnerzahl von Dienstweiler, die Werte von 1871 bis 1987 beruhen auf Volkszählungen:
| Jahr | Einwohner |
| 1815 | 130       |
| 1835 | 134       |
| 1871 | 129       |
| 1905 | 136       |
| 1939 | 163       |
| 1950 | 209       |

| Jahr | Einwohner |
| 1961 | 208       |
| 1970 | 257       |
| 1987 | 294       |
| 1997 | 335       |
| 2005 | 308       |
| 2023 | 341       |

## Politik

### Ortsbürgermeister
Martin Hey wurde am 21. Oktober 2021 Ortsbürgermeister von Dienstweiler. Bei der Direktwahl im September 2021 war er gewählt worden.
Heys Vorgänger Sebastian Caspary war bei der Direktwahl im Mai 2019 für weitere fünf Jahre in seinem Amt bestätigt worden. Zum 31. Mai 2021 musste er jedoch wegen eines beruflichen Wechsels aus rechtlichen Gründen das bisherige Amt niederlegen, wodurch die Neuwahl ausgelöst wurde. Die Amtsgeschäfte wurden bis zur Amtseinführung des Nachfolgers vom Ersten Beigeordneten Markus Jahn ausgeübt.
Hey wurde im Juni 2024 wiedergewählt.
Frühere Amtsträger:
- Werner Bruch (1964 bis 1989)
- Helmut Finck (1990 bis 2014)[14]
- Sebastian Caspary (2014 bis 2021)[15][11]

### Wappen
| Wappen von Dienstweiler | Blasonierung: „In schräglinks geteiltem Schild vorne rot-silbern geschacht, hinten in Silber eine schwarze Urne mit Deckel.“ |
| Wappen von Dienstweiler | Wappenbegründung: Der vordere Schildteil erinnert an die jahrhundertelange Zugehörigkeit zur hinteren Grafschaft Sponheim, die Urne an einen bedeutenden Ausgrabungsfund, der in einem Grabhügel in der Gemarkung gemacht wurde. Das Wappen wurde 1962 vom rheinland-pfälzischen Innenministerium genehmigt. |

## Wirtschaft und Infrastruktur
Im Westen verläuft die Bundesstraße 41 und im Süden die Bundesautobahn 62. In Neubrücke ist ein Bahnhof der Bahnstrecke Bingen–Saarbrücken.
Bei Eborn wird ein Steinbruch betrieben.